# كونسورت بان
كونسورت بان (بالإنجليزية: Consort Ban)‏ (48 في الصين - 6)؛ كاتِبة وشاعرة .